# Stadio Alberto De Cristofaro
Lo stadio Alberto De Cristofaro è un impianto sportivo di Giugliano in Campania, nella Città metropolitana di Napoli, che ospita le gare interne del Giugliano Calcio.

## Storia
L'impianto, intitolato ad un ex attaccante della squadra gialloblù locale, venne inaugurato il 31 agosto 2000, con un'amichevole disputata contro il Napoli, prendendo il posto dell'omonimo vecchio stadio comunale, situato nel centro città, successivamente demolito.
Nel gennaio del 2006, la struttura ospitò la partita di Coppa Italia Lega Pro Napoli-Teramo e in occasione dell'evento "Giugliano cuore grande", nel successivo mese di giugno, ospitò anche Diego Armando Maradona che partecipò ad una partita di beneficenza disputatasi in quel giorno. 

## Capienza

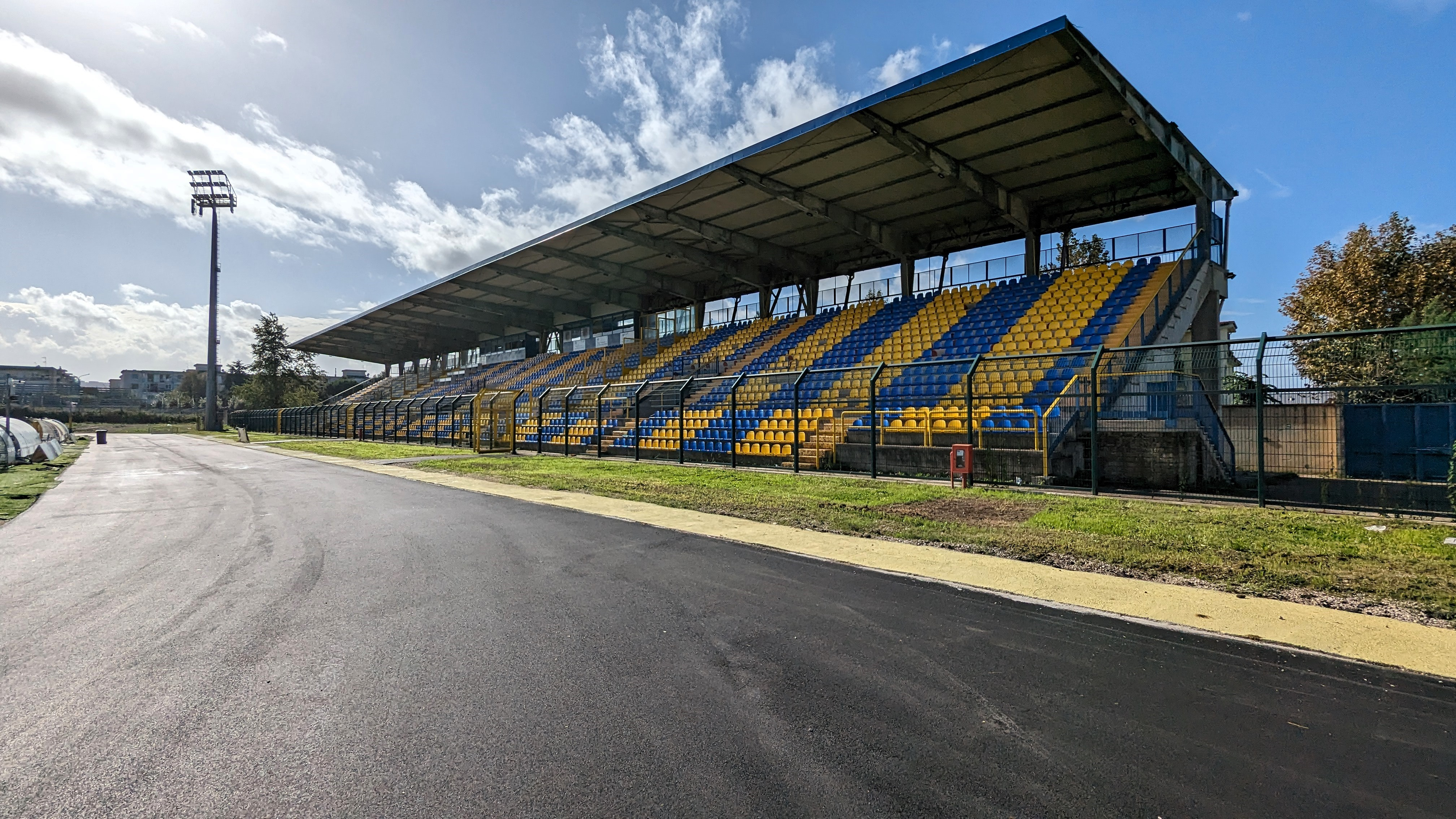
Tribuna Ovest "Salvatore Sestile"

All'inaugurazione la capienza era di circa 9000 posti. 

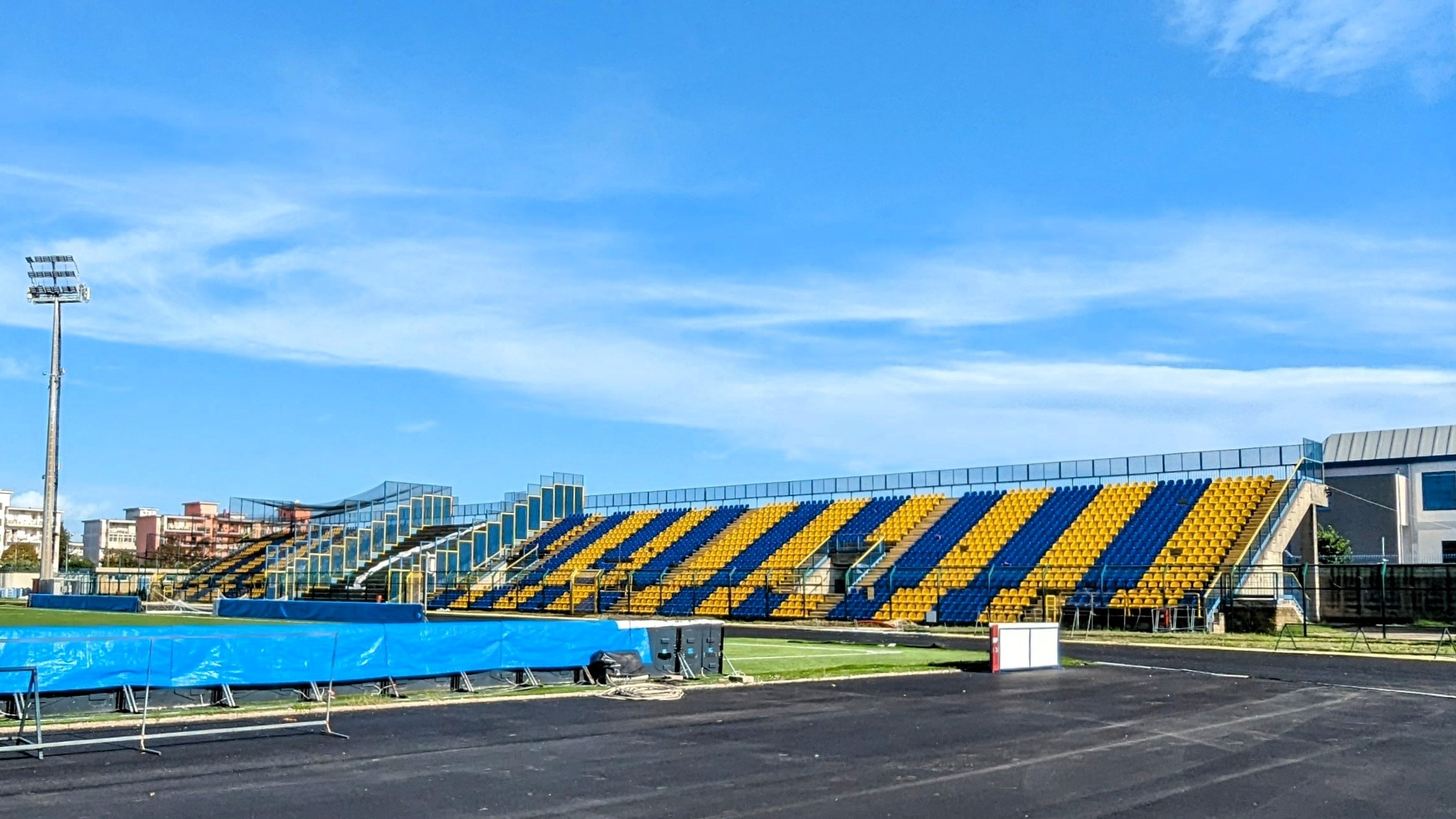
Tribuna Est "Giustino Barretta"

Nel 2021 l'impianto è stato omologato per ospitare 6.030 spettatori. 
Esso presenta due tribune in cemento armato lungo i lati lunghi del campo, di cui una coperta, e una gradinata lungo il lato corto, a ridosso della curva sud della pista di atletica.
- Tribuna Ovest: 3322 posti coperti, divisi in tre settori, due laterali (956 posti ciascuna) e uno centrale (1410 posti)
- Tribuna Est: 2708 posti scoperti, divisi tra settore Distinti (1752 posti) e settore Ospiti (956 posti)
- Gradinata Sud: dal 2024 in ricostruzione[10] (1500 ulteriori posti).

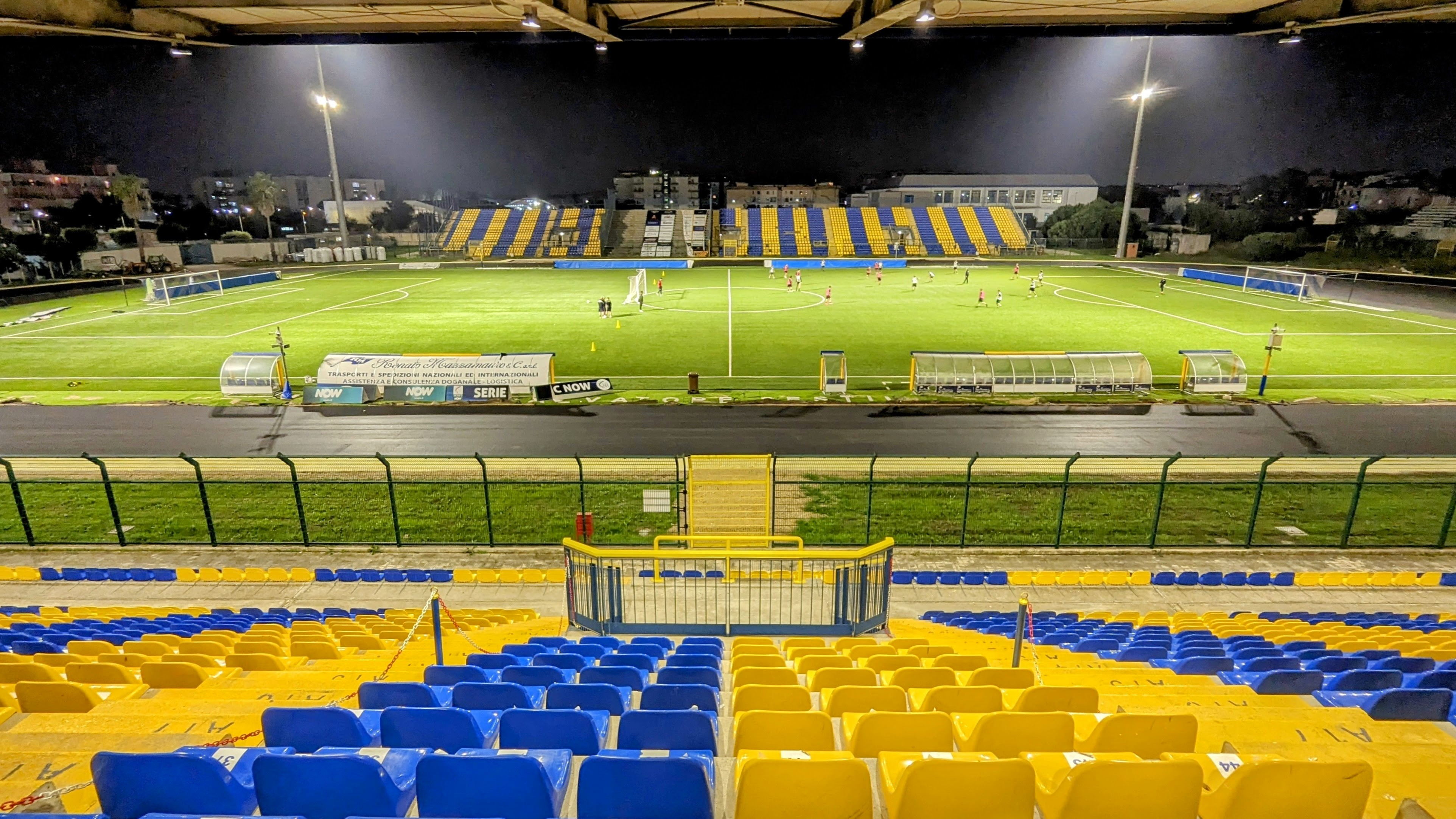
Vista notturna della tribuna centrale.

Nel 2021 la tribuna ovest viene intitolata al compianto presidente del Giugliano Calcio, Salvatore Sestile, scomparso nel 2019 dopo una lunga malattia, mentre la tribuna est viene intitolata al tifoso Giustino Barretta, prematuramente scomparso nel 2015.

## Ristrutturazione
L'impianto è stato inagibile per più di sei anni. L'ultima partita prima del ripristino venne disputata il 28 aprile 2013. Nel frattempo la squadra cittadina ha disputato le gare casalinghe presso lo stadio Alberto Vallefuoco di Mugnano. I lavori di ristrutturazione sono stati eseguiti tra il 2018 e il 2019; il Giugliano poté tornare a giocare nel proprio stadio il 19 gennaio 2020, disputandovi poi le restanti sette gare casalinghe del campionato di Serie D 2019-2020.
La ristrutturazione ha portato il rifacimento del manto erboso, la realizzazione del sistema di videocamere, la rimozione del manto della pista d’atletica, la sostituzione di seggiolini nella tribuna centrale e la messa in sicurezza del settore ospiti.
Nel 2022, a seguito della promozione del Giugliano in Serie C, si sono resi necessari ulteriori lavori per adeguare l'impianto alle prescrizioni della Lega Pro, tra cui il rifacimento degli impianti d'illuminazione e di video-sorveglianza, l'installazione di sediolini in entrambe le tribune e la certificazione FIFA Quality PRO per il manto erboso. Nel frattempo la squadra ha dovuto disputare le gare interne per la stagione 2022-23 allo Stadio Partenio-Adriano Lombardi di Avellino. Nel mese di giugno 2023 lo stadio ha ottenuto l'agibilità dalla F.I.G.C.

## Trasporti
- È situato a pochi chilometri dall'uscita "Giugliano-Parete-Villaricca" della SS 162 NC Asse Mediano e dalla SP 1 Circumvallazione esterna di Napoli.
- Nelle adiacenze sono presenti alcune fermate delle linee autobus di Gepatour[22] ed EAV bus[23]. In particolare è raggiungibile dal capoluogo campano tramite la linea autobus EAV 918[24] con partenza dalla stazione di Frullone della linea 1 della Metropolitana di Napoli.